# Shinkay (huyện)
Shinkay là một huyện thuộc tỉnh Zabol, Afghanistan. Dân số thời điểm năm 1999 là 19,531 người.